# فرودگاه کاسان
فرودگاه کاسان (به انگلیسی: Kasane Airport) یک فرودگاه همگانی با کد یاتا BBK است که یک باند فرود آسفالت و بتن دارد و طول باند آن ۲۰۰۰ متر است. این فرودگاه در شهر کاسان کشور بوتسوانا قرار دارد و در ارتفاع ۱۰۰۳ متری از سطح دریا واقع شده است.

## شرکت‌های هواپیمایی و مقصدهای پروازی
| شرکت‌های هواپیمایی | مقصدهای پروازی                   |
| ----------------- | -------------------------------- |
| ایر بوتسوانا      | سر سرتزه خاما، اولیور تامبو، مان |
| ایرلینک           | اولیور تامبو                     |